# Lukačevec Toplički
Lovrentovec falu Horvátországban, Varasd megyében. Közigazgatásilag Varasdfürdőhöz tartozik.

## Fekvése
Varasdtól 15 km-re délkeletre, községközpontjától 2 km-re keletre, a Bednja bal partján fekszik.

## Története
1869-ben 3, 1910-ben 98 lakosa volt. 
1920-ig  Varasd vármegye Novi Marofi járásához tartozott, majd a Szerb-Horvát Királyság része lett. 2001-ben a falunak 15 háza és 60 lakosa volt.

## Külső hivatkozások
- Varasdfürdő hivatalos oldala